# Eurytoma congolense
Eurytoma congolense är en stekelart som beskrevs av Vittorio Luigi Delucchi 1956. Eurytoma congolense ingår i släktet Eurytoma och familjen kragglanssteklar. Inga underarter finns listade i Catalogue of Life.